# Antonio D'Angelo
Mons. Antonio D'Angelo (* 2. března 1971, Castelmauro) je italský římskokatolický duchovní a arcibiskup Aquily.

## Život
Narodil se 2. března 1971 v Castelmauru.
Studoval průmyslovou školu. Později vstoupil do Papežského regionálního semináře Pia X. v Chieti. Dne 14. září 1996 byl biskupem Domenicem Umbertem D'Ambrosio vysvěcen na kněze a inkardinován do diecéze Termoli-Larino. Působil ve farnosti svatého Jana Evangelisty v Colletorto. Od roku 2005 byl ředitelem diecézní charity a o dva roky později byl jmenován kanovníkem konkatedrály v Larinu. Zastával též funkci vicerektora Papežského semináře Pia X. Roku 2008 obdržel z Papežské lateránské univerzity licenciát z pastorální teologie. Roku 2012 byl jmenován ředitelem diecézního úřadu pro pastorační povolání.
Dne 14. srpna 2021 jej papež František jmenoval pomocným biskupem arcidiecéze Aquila a titulárním biskupem z Cerenzie. Biskupské svěcení přijal 12. září z rukou kardinála Giuseppe Petrocchiho a spolusvětiteli byli biskup Gianfranco De Luca a arcibiskup Giancarlo Maria Bregantini. Dne 19. srpna 2023 byl ustanoven arcibiskupem koadjutorem Aquily a po rezignaci kardinála Giuseppe Petrocchiho nastoupil 1. srpna 2024 na post metropolitního arcibiskupa.